# 花欣
花欣（1956年—），山西清徐人，汉族，中华人民共和国政治人物、第十一届全国人民代表大会四川地区代表。
1982年，获得华中科技大学工学学士学位，是中共党员。担任成都迈普产业集团有限公司董事长。2008年起担任全国人大代表。